# Lôi Sơn

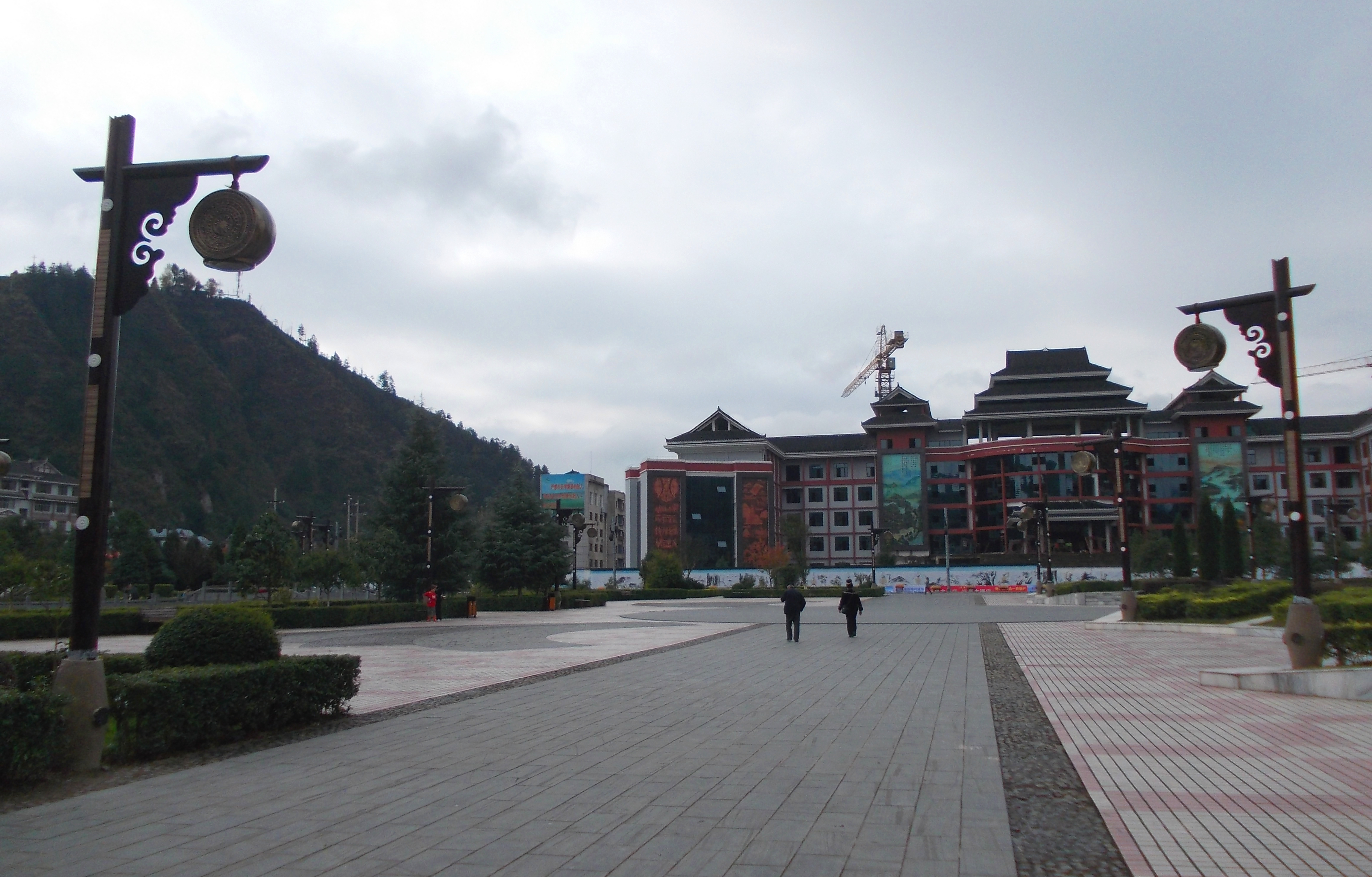
Lôi Sơn

Lôi Sơn (chữ Hán giản thể: 雷山县, bính âm: Léishān Xiàn, âm Hán Việt: Lôi Sơn huyện) là một huyện thuộc Châu tự trị dân tộc Miêu và dân tộc Đồng Kiềm Đông Nam, tỉnh Quý Châu, Cộng hòa Nhân dân Trung Hoa. Huyện này có diện tích 1218 km², dân số năm 2002 là 140.000 người. Mã số bưu chính của huyện Lôi Sơn là 557100. Chính quyền huyện đóng ở trấn Đan Giang. Lôi Sơn giáp: Đài Giang, Kiếm Hà, Dung Giang, Tam Đô, Đan Trại, Khải Lý. Về mặt hành chính, huyện này được chia thành 5 trấn và 3 hương.
- Trấn: Đan Giang, Lang Đức, Tây Giang, Đại Đường và Vĩnh Lạc.
- Hương: Vọng Phong, Phương Tường và hương dân tộc Thủy Đạt Địa.